# امامزاده شاهزاده زینب خاتون
امامزاده شاهزاده زینب خاتون مربوط به دوره صفوی - دوره قاجار است و در شهرستان تفرش، بخش فراهان، روستای آهنگران واقع شده و این اثر در تاریخ ۲۷ بهمن ۱۳۷۸ با شمارهٔ ثبت ۲۵۸۴ به‌عنوان یکی از آثار ملی ایران به ثبت رسیده است.